# Операція «Вігвам»
Операція «Вігвам» (англ. Operation Wigwam) — операція, яка передбачала одиничне випробування ядерної бомби «Бетті» марки Mark 90. Воно було проведено 14 травня 1955 року, між операцією «Teapot» («Чайник») та «Проєктом 56», в районі близько 800 км на південний захід від Сан-Дієго, Каліфорнія. Для виконання вибуху і його дослідження було залучено близько 6800 осіб персоналу на борту 30-х суден. Метою операції «Вігвам» була необхідність визначити вразливість підводних човнів до глибоководних ядерних вибухів та оцінити доцільність використання такої зброї у бойовій ситуації. Командир оперативної групи, адмірал Джон Сільвестр, взяв участь в операції на флагмані USS Маунт Мак-Кінлі. Операція «Вігвам» була першим атомним глибоководним випробуванням в океані, і залишається єдиним ядерним випробуванням, яке було здійснено у воді глибше 300 м.

## Детонаційний макет і тест
Випробувальний пристрій було підвішено на глибині 610 м кабелем, приєднаним до баржі. 9,7 кілометрова буксирна лінія з'єднала 205-футовий буксир класу «Cherokee», USS Tawasa, з «розстрільною» баржею. До буксирних ліній інших буксирів були прикріплені три мініатюрні безпілотні підводні човни під назвою «Squaws», кожна з яких укомплектована камерами та телеметричними інструментами.
Час детонації становив 13:00 годин за місцевим тихоокеанським часом (полудень за тихоокеанським стандартним часом) 14 травня 1955 року.
Обладнання, призначене для прямого вимірювання підводного міхура, що утворився при вибуху, на момент детонації не працювало, але на основі інших вимірювань максимальний радіус міхура обчислювався в 115 м, а період його пульсації становив приблизно 2,83 секунди. (Див. Звіт наукового директора)
Див. також таблицю у списку випробувань ядерної зброї США.

## Підводний звук
Підводний звук від вибуху «Вігвам» був зафіксований, встановленими на дні океану гідрофонами у пунктах Пойнт-Сур (36°18′15.1″ пн. ш. 121°53′18.1″ зх. д. / 36.304194° пн. ш. 121.888361° зх. д.) і Пойнт-Арена (38°54′32″ пн. ш. 123°41′35″ зх. д. / 38.90889° пн. ш. 123.69306° зх. д.), що в прибережних водах штату Каліфорнія та у бухті Канеохе (21°27′35″ пн. ш. 157°48′15″ зх. д. / 21.45972° пн. ш. 157.80417° зх. д.) острова Оаху, Гаваї. Звук, що утворився від вибухового випробування, починався як інтенсивна ударна хвиля. По мірі того, як звук відходив від пункту випробування, він відбивався від топографічних об'єктів, таких як острови та приморські райони, розташовані в басейні Північного та Південного Тихого океану. Потім відбитий звук був записаний у бухті острова Канеохе та Пойнт-Сур як багато годинний код. Частина акустичної енергії пройшла відстань у понад 20 000 км. Звукові сигнали забезпечили одне з ранніх вимірювань підводного затухання звуку на низьких частотах.

## Детонації
Характеристики ядерного підводного вибуху «Вігвам» Сполучених Штатів Америки, приведені нижче:
| Назва  | Дата, час (UT)            | Місцевий часовий пояс         | Місце розташування                                                                                         | Глибина | Доставка, Мета         | Пристрій                        | Вихід | Випадання | Список літератури  | Примітки |
| ------ | ------------------------- | ----------------------------- | --- | ------- | ---------------------- | ------------------------------- | ----- | --------- | ------------------ | --- |
| Вігвам | 14 травня 1955 20:00:00.0 | UTC−8 13:00:00.0 PST (−8 hrs) | Тихий океан біля Каліфорнії 28°43′59.88″ пн. ш. 126°16′1.2″ зх. д. / 28.7333000° пн. ш. 126.267000° зх. д. | 0—610 м | під водою, ефект зброї | Mk-90 B7 «Бетті» глибинна бомба | 30 кт | [ n. 9 ]  | [ 3 ] [ 9 ] [ 10 ] | Випробування корпусу глибоководного підводного човна, включаючи ядерну глибинну бомбу, для вимірювання забруднення поверхні. Використовуються інструментальні «квадрати», підкаліберні корпуси під тиском. Випробувальні екрановані військові кораблі з базовим сплеском. |

### Нотатки
1. ↑  The US, France and Great Britain have code-named their test events, while the USSR and China did not, and therefore have only test numbers (with some exceptions — Soviet peaceful explosions were named). Word translations into English in parentheses unless the name is a proper noun. A dash followed by a number indicates a member of a salvo event. The US also sometimes named the individual explosions in such a salvo test, which results in «name1 — 1(with name2)». If test is canceled or aborted, then the row data like date and location discloses the intended plans, where known.
2. ↑  To convert the UT time into standard local, add the number of hours in parentheses to the UT time; for local daylight saving time, add one additional hour. If the result is earlier than 00:00, add 24 hours and subtract 1 from the day; if it is 24:00 or later, subtract 24 hours and add 1 to the day. All historical timezone data (excepting Johnston Atoll) are derived from here:
3. ↑  Приблизна назва місця вибуху та посилання на широту / довготу; для випробувань, що здійснюються доставкою заряду ракетою, місце запуску визначається перед місцем детонації, якщо воно відоме. Деякі місця надзвичайно точні; інші (як повітряні та космічні вибухи) можуть бути досить приблизними. Знак «~» Вказує на ймовірне приблизне місце вибуху, яке використовується спільно з іншими випробуваннями в тій же області.
4. ↑  Elevation is the ground level at the point directly below the explosion relative to sea level; height is the additional distance added or subtracted by tower, balloon, shaft, tunnel, air drop or other contrivance. For rocket bursts the ground level is «N/A». In some cases it is not clear if the height is absolute or relative to ground, for example, Plumbbob/John. No number or units indicates the value is unknown, while «0» means zero. Sorting on this column is by elevation and height added together.
5. ↑  Atmospheric, airdrop, balloon, gun, cruise missile, rocket, surface, tower, and barge are all disallowed by the Partial Nuclear Test Ban Treaty. Sealed shaft and tunnel are underground, and remained useful under the PTBT. Intentional cratering tests are borderline; they occurred under the treaty, were sometimes protested, and generally overlooked if the test was declared to be a peaceful use.
6. ↑  Include weapons development, weapon effects, safety test, transport safety test, war, science, joint verification and industrial/peaceful, which may be further broken down.
7. ↑  Designations for test items where known, «?» indicates some uncertainty about the preceding value, nicknames for particular devices in quotes. This category of information is often not officially disclosed.
8. ↑  Estimated energy yield in tons, kilotons, and megatons. A ton of TNT equivalent is defined as 4.184 gigajoules (1 gigacalorie).
9. ↑  Radioactive emission to the atmosphere aside from prompt neutrons, where known. The measured species is only iodine-131 if mentioned, otherwise it is all species. No entry means unknown, probably none if underground and «all» if not; otherwise notation for whether measured on the site only or off the site, where known, and the measured amount of radioactivity released.